# Frederico Guilherme, Duque de Eslésvico-Holsácia-Sonderburgo-Glucksburgo
Frederico Guilherme, Duque de Eslésvico-Holsácia-Sonderburgo-Glücksburgo (4 de janeiro de 1785 - 17 de fevereiro de 1831), foi o primeiro Duque de Eslésvico-Holsácia-Sonderburgo-Glucksburgo e fundador de uma linhagem real presente nas casas reais da Dinamarca, da Grécia, da Noruega e do Reino Unido. Era avô de Alexandra da Dinamarca, e posteriormente, um antepassado da atual família real britânica, incluindo Isabel II do Reino Unido, da Grã-Bretanha e da Irlanda do Norte e do seu marido, o príncipe Filipe, Duque de Edimburgo - é ancestral em linha reta masculina dos príncipes herdeiros do trono britânico.

## Primeiros anos
Nasceu em Lindenau em 4 de janeiro de 1785, filho de Frederico Carlos Luís, Duque de Eslésvico-Holsácia-Sonderburgo-Beck e da condessa Frederica Amália de Schlieben. Foi o terceiro e último filho do casal. Em 1804, foi enviado para a Dinamarca, onde se tornou oficial do exército durante as Guerras Napoleónicas. 

## Casamento e descendência
A 26 de janeiro de 1810, casou-se com a princesa Luísa Carolina de Hesse-Cassel, neta do rei Frederico V da Dinamarca. Tiveram dez filhos: 
1. Luísa de Eslésvico-Holsácia-Sonderburgo-Glucksburgo (23 de outubro de 1810 - 11 de maio de 1869), nunca se casou nem deixou descendentes.
2. Frederica de Eslésvico-Holsácia-Sonderburgo-Glucksburgo (9 de outubro de 1811 - 10 de julho de 1902), casada com Alexandre Carlos, Duque de Anhalt-Bernburg; sem descendência.
3. Carlos, Duque de Eslésvico-Holsácia-Sonderburgo-Glucksburgo (30 de setembro de 1813 - 24 de outubro de 1878), casado com a princesa Guilhermina Maria da Dinamarca; sem descendência.
4. Frederico, Duque de Eslésvico-Holsácia-Sonderburgo-Glucksburgo (23 de outubro de 1814 - 27 de novembro de 1885), casado coma princesa Adelaide de Eschaumburgo-Lipa; com descendência.
5. Guilherme de Eslésvico-Holsácia-Sonderburgo-Glucksburgo (10 de abril de 1816 - 5 de setembro de 1893), nunca se casou nem deixou descendentes.
6. Cristiano IX da Dinamarca (8 de abril de 1818 - 29 de janeiro de 1906), rei da Dinamarca entre 1863 e 1906, casado com a princesa Luísa de Hesse-Cassel; com descendência.
7. Luísa, Abadesa de Itzehoe (18 de novembro de 1820 - 30 de novembro de 1894).
8. Júlio de Eslésvico-Holsácia-Sonderburgo-Glucksburgo (14 de outubro de 1824 - 1 de junho de 1903), conselheiro de estado da Grécia durante o reinado do seu sobrinho, o rei Jorge I, casou-se morganaticamente com Elisabeth von Ziegesar; sem descendência.
9. João de Eslésvico-Holsácia-Sonderburgo-Glucksburgo (5 de dezembro de 1825 - 27 de maio de 1911), nunca se casou nem deixou descendentes.
10. Nicolau de Eslésvico-Holsácia-Sonderburgo-Glucksburgo (22 de dezembro de 1828 - 18 de agosto de 1849), morreu aos vinte anos de idade; sem descendentes.

## Últimos anos
A 25 de março de 1816, Frederico Guilherme sucedeu ao seu pai como Duque de Eslésvico-Holsácia-Sonderburgo-Beck. A 6 de julho de 1825, tornou-se duque de Glucksburgo e mudou o seu título para Duque de Eslésvico-Holsácia-Sonderburgo-Glucksburgo. Morreu em 17 de fevereiro de 1831. 
Os seus netos incluem entre outros, Frederico VIII da Dinamarca, Alexandra da Dinamarca, Jorge I da Grécia e Dagmar da Dinamarca.

## Genealogia
| Frederico Guilherme, Duque de Eslésvico-Holsácia-Sonderburgo-Glucksburgo | Pai: Frederico Carlos Luís, Duque de Eslésvico-Holsácia-Sonderburgo-Beck | Avô paterno: Carlos António Augusto, Duque de Eslésvico-Holsácia-Sonderburgo-Beck | Bisavô paterno: Pedro Augusto, Duque de Eslésvico-Holsácia-Sonderburgo-Beck |
| Frederico Guilherme, Duque de Eslésvico-Holsácia-Sonderburgo-Glucksburgo | Pai: Frederico Carlos Luís, Duque de Eslésvico-Holsácia-Sonderburgo-Beck | Avô paterno: Carlos António Augusto, Duque de Eslésvico-Holsácia-Sonderburgo-Beck | Bisavó paterna: Sofia de Hesse-Philippsthal                                 |
| Frederico Guilherme, Duque de Eslésvico-Holsácia-Sonderburgo-Glucksburgo | Pai: Frederico Carlos Luís, Duque de Eslésvico-Holsácia-Sonderburgo-Beck | Avó paterna: Carlota de Dohna-Leistenau                                           | Bisavô paterno: Alberto Cristóvão, Conde de Dohna-Schlodien em Leistenau    |
| Frederico Guilherme, Duque de Eslésvico-Holsácia-Sonderburgo-Glucksburgo | Pai: Frederico Carlos Luís, Duque de Eslésvico-Holsácia-Sonderburgo-Beck | Avó paterna: Carlota de Dohna-Leistenau                                           | Bisavó paterna: Sofia Henriqueta de Eslésvico-Holsácia-Sonderburgo-Beck     |
| Frederico Guilherme, Duque de Eslésvico-Holsácia-Sonderburgo-Glucksburgo | Mãe: Frederica Amália de Schlieben                                       | Avô materno: Karl Leopold von Schlieben                                           | Bisavô materno: George Adam von Schlieben                                   |
| Frederico Guilherme, Duque de Eslésvico-Holsácia-Sonderburgo-Glucksburgo | Mãe: Frederica Amália de Schlieben                                       | Avô materno: Karl Leopold von Schlieben                                           | Bisavó materna: Katharina Dorothea Finck von Finckenstein                   |
| Frederico Guilherme, Duque de Eslésvico-Holsácia-Sonderburgo-Glucksburgo | Mãe: Frederica Amália de Schlieben                                       | Avó materna: Marie Eleanore von Lehndorff                                         | Bisavô materno: Ernst Ahasver, Conde de Lehndorff                           |
| Frederico Guilherme, Duque de Eslésvico-Holsácia-Sonderburgo-Glucksburgo | Mãe: Frederica Amália de Schlieben                                       | Avó materna: Marie Eleanore von Lehndorff                                         | Bisavó materna: Marie Luise Freiin von Wallenrodt                           |